# Stegodyphus tibialis
Stegodyphus tibialis is een spinnensoort uit de familie van de fluweelspinnen (Eresidae).
De wetenschappelijke naam van de soort werd in 1869 gepubliceerd door Octavius Pickard-Cambridge.